# Renault 17

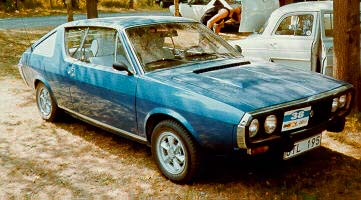
Renault 17

Renault 17 är en bil (sportcoupé) från Renault som presenterades hösten 1971. Den hade även en systermodell, Renault 15. Chassit kom från Renault 12 kombi och motorerna från Renault 16 TS.
Det tillverkades två karossversioner av Renault 17. En täckt hardtop och en öppen version, så kallad Cabriocoach.

## Versioner
1971–1975:
- Renault 17 TL har rak 4-cylindrig motor 1565cc, 90 hk och 4-växlad manuell (samma som Renault 15 TS)
- Renault 17 TS har rak 4-cylindrig motor med insprutning 1565cc, 108 hk och 5-växlad manuell.
- Renault 17 Gordini har rak 4-cylindrig motor med insprutning 1605cc, 108 hk och 5-växlad manuell.

1976–1979:
Efter en "facelift" omfattande front, bakdel och inredning försvann 17 TL men ersattes av 17 TS i ny version,
- Renault 17 TS, rak 4-cylindrig motor med dubbelförgasare 1647cc, 98 hk och 5-växlad manuell.
- Renault 17 Gordini, rak 4-cylindrig motor med insprutning 1605cc, 108 hk och 5-växlad manuell.

R17 med insprutning hade skivbromsar på alla hjul, medan förgasarmodellerna fick nöja sig med ventilerade skivor fram och trummor bak.
Insprutningsmotorerna var tekniskt lika motorn i Renault 12 Gordini, men anpassade till Bosch D-Jetronic-insprutningen.
Detta var Renaults första modell med elektronisk insprutning.
Karosserna till första serien tillverkades av Chausson Carosserie i Maubeuge (som tidigare byggt bland annat Opel GT, Citroën SM), därefter transporterades dessa till fabriken i Sandouville (Le Havre) för lackering och slutmontering. Andra serien tillverkades helt i Maubeuge, då fabriken införlivats i Renault-koncernen (Maubeuge Construction Automobile, MCA).
1980 ersattes Renault 15/17 av Fuego.
Renault 15 och 17 såldes i Sverige under åren 1971–1975.